# 橘田いずみ
橘田 いずみ（きった いずみ、1984年11月27日 - ）は、日本の女性声優である。響所属。また餃子評論家としても活動している。

## 来歴
2007年から声優養成学校に通い、2008年より声優としての活動を始める。ドワンゴクリエイティブスクール1期生。以前はドワンゴアーティストプロダクションに所属していた。このほか、声優ユニット「ミルキィホームズ」のメンバーとしても活動している。また書籍の刊行、『ズームイン!!サタデー』などでのテレビ出演、『お願い!ランキング GOLD』などでのランキング監修、宇都宮市が開催する餃子関連のイベントの出演など、餃子評論家としても活動する。著書に『橘田いずみのザ・餃子』『本日も餃子日和』がある。2019年6月よりイギリス留学していたが、新型コロナウイルス流行の為、2020年5月途中帰国。
2021年11月27日に、留学先のロンドンで知り合ったイタリア人と結婚したことを発表した。2024年11月2日、女児出産。ロンドン在住。

## 人物
少女時代に憧れた職業はサーカス団員、漫画家、看護士だったという。
『私がモテないのはどう考えてもお前らが悪い!』で演じた黒木智子（もこっち）役が地声に近く、小さいころから自分の低い声が好きではなかったと語っている。そのため人前では裏声で話している。子供の頃は自分の声が嫌いだったという。大人になってから声をほめられたことが声優という職業を意識したきっかけであると語っている。
趣味として餃子研究、餃子作り、百合を挙げている。こと餃子に関しては筋金入りで、物心ついたころから好きな食べ物はずっとギョーザとしか答えなかったと語る。2011年2月26日には池袋餃子スタジアム（現ナムコ・ナンジャタウン）の1日町長に任命されている。それを皮切りに2013年にはTBS『ランク王国』、『ズームイン!!サタデー』、宇都宮餃子祭り2013トークショー出演など、その餃子愛と知識から数々の仕事をこなしている。月刊ブシロード誌上で自身の餃子コーナーを持つに止まらず、『ロボットガールズZ』では宇都宮市のマスコットキャラの「ミヤリー」を演じる。なお彼女の弁によると宇都宮移住を本気で考えているそうだが、「事務所に止められている」という話である。2013年には、宇都宮餃子PR特命アンバサダーに任命、2014年には餃子グルメ本『ザ・餃子』を出版、そして宇都宮愉快市民に任命された。
前述のように百合を趣味に挙げており、自他共に認める「百合オタ」。それが高じて、2012年にはPigooHDにて三上枝織とともにパーソナリティを務める『百合魂-ゆりイズム-』という番組を持っていた。2017年以降はガレットにて百乃モトと共に漫画「リバティ」の執筆を行っている。同作は2019年にKADOKAWAにより出版された。
カードゲームを特技として挙げている。養成所時代に木谷高明から『サンデーVSマガジン』のラジオをやらないかと誘われたことがカードゲームをはじめるきっかけとなった。
TBSで放送された『カード学園』では自ら講師役で出演していた。また、サンデーVSマガジンTCGで全国大会準優勝の実績がある。
座右の銘は「やってやれないことはない!」。

## 出演
太字はメインキャラクター。

### テレビアニメ
2008年
- おねがい♪マイメロディ きららっ★（ナタリー）
- 地獄少女 シリーズ（2008年 - 2017年、尾藤望） - 2シリーズ
- スレイヤーズ シリーズ（2008年 - 2009年、女性客B、子供B、村人C、町人A、タフォーラシア国民B） - 2シリーズ
- それいけ!アンパンマン（コン太）
- 伯爵と妖精（バンシーの声、メイド）

2009年
- 青い花（ウェイトレス、店員、部員C）
- こそどろ猫（茶猫）
- ジュエルペット（麻布涼子）
- とある科学の超電磁砲（2009年 - 2010年、女子生徒、ウェイトレス、通行人、店員、少女 他）
- ヴァイス・サヴァイヴ（ミチ） - 2シリーズ

2010年
- 探偵オペラ ミルキィホームズ（2010年 - 2018年、コーデリア・グラウカ） - 4シリーズ + 特別編4作品
- B型H系（片瀬葵）

2011年
- カードファイト!! ヴァンガード（2011年 - 2020年、戸倉ミサキ、店長代理、退廃のサキュバス、受付嬢、リョウタ、ミニロゼンジ） - 13シリーズ
- ドラゴンクライシス!（相沢真央）
- フリージング（2011年 - 2013年、クレオ＝ブランド、女生徒、ジーナ＝パープルトン） - 2シリーズ

2012年
- 蒼い世界の中心で（ザルファ＝オパール）
- うーさーのその日暮らし（コーデリア・グラウカ）
- シャイニング・ハーツ 〜幸せのパン〜（クイーン）
- しばいぬ子さん（女子高生）
- BRAVE10（弁丸）

2013年
- DEVIL SURVIVOR2 the ANIMATION（ポルターガイスト、少年の母、リリム、サラスヴァティ、オペレーターA、東京オペレーターB）
- 東京レイヴンズ（早乙女涼）
- 熱風海陸ブシロード（ハナ）
- みにヴぁん（2013年 - 2016年、戸倉ミサキ、店長代理）- 2シリーズ
- ラブライブ!（生徒会A）
- 私がモテないのはどう考えてもお前らが悪い!（黒木智子）

2014年
- おじゃる丸（子供）
- 最近、妹のようすがちょっとおかしいんだが。（南先生）
- 超爆裂異次元メンコバトル ギガントシューター つかさ（2014年 - 2015年、沼田マナブ、愛堂センチ、看護婦）
- フューチャーカード バディファイト（2014年 - 2018年、虎堂ノボル、戸倉ミサキ、真間雁メグミ、駆け出し戦士 オッカー・グレイザー、ゴルゴン三姉妹 メデューサ、相和タツト、富士宮光代） - 5シリーズ

- 毎度!浦安鉄筋家族（大沢木桜、西川のり子、淡口静香）
- 未確認で進行形（女子生徒）
- ロボットガールズZ（ミヤリー）※映像ソフト特典作のみ

2015年
- 境界のRINNE（2015年 - 2017年、美人秘書、女子F、悪霊D） - 3シリーズ
- トリアージX（桃木野由宇）
- プリパラ（2015年 - 2016年、ティナ）
- 落第騎士の英雄譚（折木有里）

2016年
- 鬼斬（かぐや、オペ子A）
- タイガーマスクW（2016年 - 2017年、来間ヒカリ）
- ラクエンロジック（ネメシス）

2017年
- BanG Dream!（2017年 - 2020年、鵜沢リィ） - 3シリーズ
- AKIBA'S TRIP -THE ANIMATION-（テツ子）
- ひなろじ〜from Luck & Logic〜（七宝、ドレッド・デストラクト001）

2018年
- フューチャーカード 神バディファイト（2018年 - 2019年、火星人UFO タコ吉）
- おしりたんてい（カプリコ）

2024年
- カードファイト!! ヴァンガード Divinez（鼎センカ） - 2シリーズ / 英語吹き替え版（デラックス編も含む）も担当
- SHY（クァバラ）

### 劇場アニメ
- 劇場版 カードファイト!! ヴァンガード ネオンメサイア（2014年、戸倉ミサキ[42]、店長代理）
- 劇場版 探偵オペラ ミルキィホームズ〜逆襲のミルキィホームズ〜（2016年、コーデリア・グラウカ[43]）
- 映画 おしりたんてい カレーなる じけん（2019年、カプリコ[44]）

### OVA
- 私がモテないのはどう考えてもお前らが悪い!（2014年、黒木智子）※コミック7巻DVD付き初回限定特装版。

### ゲーム
2010年
- シャイニング・ハーツ（クイーン）
- 探偵オペラ ミルキィホームズ（コーデリア・グラウカ）
- ai sp@ce（コーデリア・グラウカ）
- Memories Off ゆびきりの記憶（山岸いずみ）

2011年
- つくものがたり（ゲーム内・風流ラジオ いず様）
- BelleIsle -ベルアイル-（リリス）
- 文明開華 葵座異聞録（荒銀結）
- 魔界戦記ディスガイア4（宇宙人2、病院）

2012年
- シャイニング・ブレイド（ケルベロス）
- 大疾走! ミルキィホームズ ターボ（コーデリア・グラウカ）
- 探偵オペラ ミルキィホームズ2（コーデリア・グラウカ）
- デューク ニューケム フォーエバー（チャスティティ）
- ナノアサルト（ダイアン・スチュアート）
- 迷宮塔路レガシスタ（キャラエディット音声、女性2）
- 恋愛リプレイ（八雲志乃）

2013年
- カードファイト!! ヴァンガード ライド トゥ ビクトリー!!（戸倉ミサキ、店長代理、コーデリア）
- シャイニング・アーク（ケルビム）

2014年
- カードファイト!! ヴァンガード ロック オン ビクトリー!!（戸倉ミサキ、店長代理）
- 筋トレ彼女（澪）
- モット! ソニコミ（アンジー・グラヴィテ）
- トイズドライブ（倉坂勇太）
- 封印勇者！マイン島と空の迷宮（歩く鉄槌スターリナ）
- ロボットガールズZ ONLINE（プロトゲッター〈プロトタイプゲッター〉、ハーディアス）

2015年
- アルカディアの蒼き巫女（ヴェーチェ）
- フューチャーカード バディファイト 友情の爆熱ファイト!（虎堂ノボル）

2016年
- カードファイト!! ヴァンガードG ストライド トゥ ビクトリー!!（戸倉ミサキ）
- クロバラノワルキューレ Black Rose Valkyrie（柊ユエ）
- ゴシックは魔法乙女〜さっさと契約しなさい!〜（ルクリア、コーデリア）
- スカルガールズ 2ndアンコール（ペインホイール）
- ソラヒメ ACE VIRGIN -銀翼の戦闘姫-（スーパーマリン シミター）
- ルフランの地下迷宮と魔女ノ旅団（メイリィ）
- 鬼斬（キジムナー）
- 鬼斬 〜日本を旅するRPG〜（かぐや）

2017年
- クラッシュ・オブ・パンツァー（エヴゲーニヤ・ジューコフ）
- ヴィーナスランブル（モリガン）
- 桃色大戦ぱいろん（ルル・ルージュ、コーデリア）

2018年
- クイズRPG 魔法使いと黒猫のウィズ（ダリア・ブラウ）
- JUDGE EYES:死神の遺言（天音つむぎ）

2020年
- エースヴァージン：再出撃（ナット）

2024年
- 少女☆歌劇 レヴュースタァライト -Re LIVE-（コーデリア・グラウカ）

2025年
- カードファイト!! ヴァンガード ディアデイズ2（鼎センカ）

### ドラマCD
- 蒼い世界の中心で（ギア〈子供時代〉）
- 飴色紅茶館歓談2（客C）
- GIRL FRIENDS（久野千春）
- 神狩デモンズトリガー ドラマCD（氷の女王）
- 奇想天外フュージョンCD vol.2 橘田いずみ×野水伊織 〜初共演でアドリブ演技してみたら…〜
- ソニコミ（アンジー・グラヴィテ2）
- 探偵オペラ ミルキィホームズ（コーデリア・グラウカ）
  - 「ミルキィホームズ オフィシャルファンブック」同梱ドラマCD
  - 「コンプティーク 2012年3月号」付属ドラマCD
  - 「ミルキィホームズ 第2幕 バラエティブック」同梱ドラマCD
- 亡き少女の為のパヴァーヌ（若林仲恵）
- フリージング（クレオ＝ブランド）
- 迷宮塔路レガシスタ（キャラエディット音声、女性2）
- らいか・デイズ（青山陽子[62]）

### 吹き替え
- マイリトルポニー〜トモダチは魔法〜（レインボーダッシュ[63]）
  - マイリトルポニー: エクエストリア・ガールズ
  - マイリトルポニー・ガールズ: 虹の冒険
  - マイリトルポニー: エクエストリア・ガールズ - フレンドシップ・ゲーム
  - マイリトルポニー: エクエストリア・ガールズ - エバーフリーの伝説
- レゴ フレンズ 〜ともだちキラキラ!ものがたり〜（ミア）

### ラジオ
※はインターネット配信。
- RADIOアニメロミックス内ミニコーナー「ニコステ」（2008年 - 2009年）
- サンデーVSマガジン カードゲームラジオ（2008年 - 2009年、音泉※・HiBiKi Radio Station※）
- ChaosTCG おれよめラジオ（2009年、HiBiKi Radio Station※）
- ヴィクトリースパーク カードゲームラジオ（2009年 - 2010年、HiBiKi Radio Station※）
- ミルキィホームズ 探偵学院放送室（2009年 - 2010年、HiBiKi Radio Station※）
- B型R系（ビーガタ・ラジオケイ）（2010年、HiBiKi Radio Station※）
- ミルキィホームズ 探偵学院放送室2（2010年 - 2011年、ラジオ大阪）
- つくものがたり〜あやかし放送局〜（2010年 - 2011年、HiBiKi Radio Station※）
- ドラクラジオ!二人のロスト・プレシャス（2010年 - 2011年、HiBiKi Radio Station※）
- 橘田いずみと内田彩のフリージング ウエストミドルフィールド ゼネティックス学園分校!!（2010年 - 2011年、HiBiKi Radio Station※）
- カードファイト!! ヴァンガード ラジオ（2010年 - 2012年、HiBiKi Radio Station※）
- ミルキィホームズ 探偵学院放送室3（2011年、HiBiKi Radio Station※）
- ミルキィホームズ 探偵学院放送室4（2012年、HiBiKi Radio Station※）
- カードファイト!!ヴァンガードRADIO!! LIMIT BREAK!!（2012年 - 2013年、HiBiKi Radio Station※）
- ラジオミルキィホームズ〜姫ちゃん&ゆかいな仲間たち〜（2012年、HiBiKi Radio Station※）
- 蒼い世界の隅っこで（2012年 - 2013年、HiBiKi Radio Station※）
- ミルキィホームズ 探偵学院放送室ターボ（2013年、HiBiKi Radio Station※）
- ヴァンガードラジオ 宮地学園放送局（2013年 - 2014年、HiBiKi Radio Station※）
- ラジオ ふたりはミルキィホームズ（2013年、HiBiKi Radio Station※）
- ワタモテRADIO（2013年 - 2014年、HiBiKi Radio Station※）
- ミルキィホームズ・アワー（2014年、HiBiKi Radio Station※）
- ヴァンガードラジオ 俺たちレギオンメイト（2014年、HiBiKi Radio Station※）[64]
- カードファイト!! ヴァンガードG ヴァンガードラジオG（2014年 - 2015年、HiBiki Radio Station※）
- ミルラジ（2015年 - 2017年、HiBiKi Radio Station※）
- 裏ヴァン!!（2015年 - 2018年、HiBiKi Radio Station※）[65]
- STARMARIEの居ない世界で、橘田いずみは明日を迎えられる?（2017年 - 2018年、HiBiKi Radio Station※）
- RADIO KNOCK OUT（2018年 - 、HiBiKi Radio Station※）[66]

### ラジオCD
- ラジオCD「立ち上がれ!僕らのヴァンガード」Vol.11（録りおろし特別版ゲスト）

### テレビ番組
- カード学園（TBSテレビ：2009年4月3日 - 2010年3月26日）（TCG講師役、顔出し）
- サバイバルオーディション（あっ!とおどろく放送局：2009年12月10日）
- アニメ星人（チバテレビ：2010年5月15日・5月22日、第46回・第47回）
- ヴァンガードTV（BSジャパン：2011年1月9日 - 9月25日 、MC）
- ヴァンガっとく?〜アニメ『カードファイト!! ヴァンガード』の楽しみ方〜（テレビ愛知：2011年2月5日）
- ヴァンガ道 （テレビ東京：2011年10月2日 - 2012年3月25日、テレビ愛知：2013年4月6日 - 12月28日、MC）
- ヴァンガードTV2（BSジャパン：2012年4月7日 - 2013年3月30日、MC）
- TOKYO「萌」探偵（TOKYO MX：2012年2月2日 - 2013年3月28日）
- 百合魂-ゆりイズム-（PigooHD：2012年6月 - ）
- ヴァンガードTV TRY（テレビ東京：2014年1月6日 - 3月31日、MC[67]）
- あにむす!→A応Pのあにむす!（テレビ東京、2014年8月28日、2017年3月16日 - 2017年4月7日）
- 超特急のふじびじスクール（フジテレビ：2014年12月13日 - 12月20日、2015年6月6日） - リポーター
- ブシモのテレビ（TOKYO MX：2015年7月4日 - 9月26日）
- 月刊ブシロードTV （TOKYO MX：2014年4月11日 - 2014年9月26日、2015年4月3日 - 2017年1月26日、2018年4月7日 - 8月26日） - MC
- ひるキュン!（TOKYO MX：2016年10月4日 - ） - 火曜日中継リポーター
- 目からうろこ　プレミアム（TOKYO MX：2019年1月-）-ヤマダ電機オリジナルキッチンリフォーム プレゼンター
- 新章突入事前特番 カードファイト!!ヴァンガー道（テレビ東京：2019年5月4日）

#### 餃子評論家
- ランク王国（TBSテレビ：2013年4月13日）[68]
- ズームイン!!サタデー（日本テレビ：2013年6月8日[69]・10月19日[70]・12月28日[71]、2014年5月24日[72]、2015年12月19日[73]）
- お願い!ランキングGOLD（テレビ朝日：2014年7月27日、ランキング監修兼任）[74]
- あさチャン!（TBSテレビ：2014年9月24日）[75]
- スーパーJチャンネル（テレビ朝日：2014年10月30日[76]、2015年7月9日、2016年1月21日[77]）
- ノブナガ（CBCテレビ：2015年5月9日）[78]
- 指原カイワイズ（フジテレビ：2015年11月5日）[79]
- 王様のブランチ（TBSテレビ：2016年1月9日）[80]
- 白熱ライブ ビビット（TBSテレビ：2016年1月22日）[77]
- 極皿〜食の因数分解（BSフジ：2016年1月23日）[81]
- 羽鳥慎一モーニングショー（テレビ朝日：2016年2月9日）[82]
- なるほどプレゼンター!花咲かタイムズ（CBCテレビ：2016年5月14日）[83]

### パチンコ・スロット機
- CR BRAVE10（弁丸[84]）
- パチスロ 探偵歌劇 ミルキィホームズ TD 消えた7と奇跡の歌（コーデリア・グラウカ[85]）

### CM
- ブシロード カードファイト!! ヴァンガード（ナレーション）
- グリー GREE カードファイト!! ヴァンガード（ナレーション）
- ブシモ 恋愛リプレイ
- ブシモ バウンドモンスターズ（ナレーション）[86]

### その他コンテンツ
- M☆Splash!!（千葉ロッテマリーンズ チア・パフォーマー）
- ファイテンション☆テレビ 『VIVA! ブンベツ隊長』歌担当
- 週刊トロ・ステーション78号「カードゲームって、なあに?」
- 宇都宮市内循環バスきぶな号 車内アナウンス（2015年4月23日‐11月30日までの期間限定企画）

## ディスコグラフィ

### キャラクターソング
| 発売日   | 商品名                                                                                                | 歌 | 楽曲                                       | 備考                                                                                 |
| 2009年   | 2009年                                                                                                | 2009年 | 2009年                                     | 2009年                                                                               |
| -------- | --- | --- | ------------------------------------------ | ------------------------------------------------------------------------------------ |
| 1月21日  | 宇宙のフラメンコ                                                                                      | ナタリー（橘田いずみ） | 「宇宙のフラメンコ」                       | テレビアニメ『おねがい♪マイメロディ きららっ★』エンディングテーマ                    |
| 2010年   | | |                                            |                                                                                      |
| 6月23日  | 雨上がりのミライ                                                                                      | シャーロック・シェリンフォード（三森すずこ）、譲崎ネロ（徳井青空）、エルキュール・バートン（佐々木未来）、コーデリア・グラウカ（橘田いずみ） | 「雨上がりのミライ」                       | ゲーム『探偵オペラ ミルキィホームズ』オープニングテーマ                              |
| 6月23日  | 雨上がりのミライ                                                                                      | シャーロック・シェリンフォード（三森すずこ）、譲崎ネロ（徳井青空）、エルキュール・バートン（佐々木未来）、コーデリア・グラウカ（橘田いずみ） | 「聞こえなくてもありがとう」               | ゲーム『探偵オペラ ミルキィホームズ』エンディングテーマ                              |
| 2012年   | | |                                            |                                                                                      |
| 6月27日  | カードファイト!! ヴァンガード キャラクターソングアルバム スタンドアップ!ザ・ソング!!                  | 戸倉ミサキ（橘田いずみ） | 「やさしいキオク」                         | テレビアニメ『カードファイト!! ヴァンガード』関連曲                                  |
| 10月24日 | カードファイト!! ヴァンガード アジアサーキット編 キャラクターソング vol.3 戸倉ミサキ「EMOTION BIND!」 | 戸倉ミサキ（橘田いずみ） | 「EMOTION BIND!」 「未来への架け橋」       | テレビアニメ『カードファイト!! ヴァンガード アジアサーキット編』関連曲               |
| 11月28日 | 0と1の花                                                                                              | ネル（三森すずこ）、オパール（橘田いずみ）                                                                                                   | 「0と1の花」                               | テレビアニメ『蒼い世界の中心で』エンディングテーマ                                   |
| 2013年   | | |                                            |                                                                                      |
| 6月5日   | カードファイト!! ヴァンガード キャラクターソングアルバム ソングス・オブ・宮地学園カードファイト部     | 戸倉ミサキ（橘田いずみ） | 「本気ファイト」                           | テレビアニメ『カードファイト!! ヴァンガード』関連曲                                  |
| 6月5日   | カードファイト!! ヴァンガード キャラクターソングアルバム ソングス・オブ・宮地学園カードファイト部     | 宮地学園カードファイト部 | 「笑顔でfight!」                           | テレビアニメ『カードファイト!! ヴァンガード』関連曲                                  |
| 8月28日  | どう考えても私は悪くない                                                                              | 黒木智子（橘田いずみ） | 「どう考えても私は悪くない」               | テレビアニメ『私がモテないのはどう考えてもお前らが悪い!』エンディングテーマ          |
| 10月16日 | Ride on fight!                                                                                        | ミサキ（橘田いずみ）、コーリン（三森すずこ）                                                                                                 | 「Ride on fight!」                         | テレビアニメ『カードファイト!! ヴァンガード リンクジョーカー編』エンディングテーマ   |
| 10月16日 | Ride on fight!                                                                                        | ミサキ（橘田いずみ）、コーリン（三森すずこ）                                                                                                 | 「Stella」                                 | テレビアニメ『カードファイト!! ヴァンガード リンクジョーカー編』関連曲               |
| 2014年   | | |                                            |                                                                                      |
| 4月23日  | V-ROAD                                                                                                | BUSHI★7 | 「V-ROAD」                                 | テレビアニメ『カードファイト!! ヴァンガード レギオンメイト編』オープニングテーマ     |
| 6月18日  | ギガントシューターだっちゅーの!／キミが一番つたえたいもの                                             | Gigant Girls | 「キミが一番つたえたいもの 」              | テレビアニメ『超爆裂異次元メンコバトル ギガントシューター つかさ』エンディングテーマ |
| 12月24日 | だから元気 for YOU                                                                                    | 戸倉ミサキ（橘田いずみ） | 「だから元気 for YOU」                     | テレビアニメ『カードファイト!! ヴァンガードG』エンディングテーマ                     |
| 2015年   | | |                                            |                                                                                      |
| 6月17日  | 探偵歌劇 ミルキィホームズ TD 第4巻特典CD「ミルキィ A GO GO」（コーデリア盤）                          | コーデリア・グラウカ（橘田いずみ） | 「ミルキィ A GO GO（コーデリアソロVer.）」 | テレビアニメ『探偵歌劇 ミルキィホームズ TD』関連曲                                   |
| 2016年   | | |                                            |                                                                                      |
| 6月8日   | TVアニメ「ラクエンロジック」キャラソンアルバム「SONGS & MELODY」                                      | ヴェロニカ・アナンコ（水野理紗）、ネメシス（橘田いずみ）                                                                                     | 「真実のウォーリアー 」                    | テレビアニメ『ラクエンロジック』関連曲                                               |
| 2017年   | | |                                            |                                                                                      |
| 4月26日  | TVアニメ「BanG Dream!」オリジナル・サウンドトラック                                                   | Glitter*Green | 「Don’t be afraid!」 「Glee! Glee! Glee!」 | テレビアニメ『BanG Dream!』挿入歌                                                    |
| 2018年   | | |                                            |                                                                                      |
| 11月21日 | Don't be afraid!                                                                                      | Glitter*Green | 「Don't be afraid!」 「Glee! Glee! Glee!」 | テレビアニメ『BanG Dream!』挿入歌                                                    |
| 2019年   | | |                                            |                                                                                      |
| 1月28日  | ミルキィホームズ×Glitter*Green ファイナルシングル発売記念スペシャルCD                                 | Glitter*Green | 「雨上がりのミライ」                       | テレビアニメ『BanG Dream!』関連曲                                                    |

## 楽曲提供
STARMARIE
- 私の居ない世界で君は明日を迎えられる？（作詞、2017年）[88]

## 書籍
- 橘田いずみのザ・餃子（2014年5月26日、ブシロード）ISBN 978-4-04-899404-0
- 本日も餃子日和（2016年5月6日、主婦と生活社）ISBN 978-4391148343
- リバティ（作画：百乃モト、2019年4月22日、KADOKAWA）ISBN 9784040657110